# Mauro Vigliano
Mauro Vigliano (* 5. August 1975) ist ein ehemaliger argentinischer Fußballschiedsrichter.

## Werdegang
Mauro Vigliano gab sein Debüt in der argentinischen Primera División am 5. November 2010. Bis zu seinem Karriereende 2022 leitete er insgesamt über 200 Partien.
Ab 2013 stand Vigliano auf der Liste der FIFA-Schiedsrichter und leitete internationale Fußballspiele. Vigliano war unter anderem bei der U-20-Weltmeisterschaft 2015 in Neuseeland, wo er das Eröffnungsspiel leitete, und den FIFA-Klub-Weltmeisterschaften 2017 und 2018 in den Vereinigten Arabischen Emiraten im Einsatz. Bei der U-20-Weltmeisterschaft 2017 in Südkorea fungierte er als Videoschiedsrichter.
2018 wurde Vigliano von der FIFA als einer von 13 Videoschiedsrichtern für die Weltmeisterschaft 2018 in Russland nominiert. Er kam in 15 Partien zum Einsatz, darunter im Eröffnungsspiel und im Finale. Im Vorrundenspiel zwischen Frankreich und Australien kam es zum Novum, indem Vigliano als Video-Assistent von Schiedsrichter Andrés Cunha für den ersten über das VAR-System gegebenen Elfmeter bei einer Fußball-Weltmeisterschaft sorgte. Ein Jahr später fungierte er auch bei der Frauen-Weltmeisterschaft 2019 in Frankreich als Video-Assistent, wo er ebenfalls im Eröffnungsspiel eingesetzt wurde.